# Sławomir Busch
Sławomir Busch est un joueur polonais de volley-ball né le 3 mars 1998 à Nowy Tomyśl. Il joue au poste de réceptionneur-attaquant. Durant la saison 2018/2019, il est dans l'équipe Buskowianka Kielce.

## Palmarès

### Clubs
Championnat de Pologne D2:
- 2018
- 2016

### Équipe nationale
Championnat d'Europe des moins de 21 ans:
- 2016[2]